# Vienna Blues: The Complete Session
Vienna Blues: The Complete Session è un album di Oscar Pettiford, pubblicato dalla Black Lion Records nel 1988. I brani furono registrati al Mastertone Studios di Vienna (Austria) nelle date indicate nella lista tracce.

## Tracce
1. Cohn's Limit – 4:20 (Hans Koller) – Registrato il 9 gennaio 1959 a Vienna (Austria)
2. The Gentle Art of Love – 6:48 (Oscar Pettiford) – Registrato il 9 gennaio 1959 a Vienna (Austria)
3. All the Things You Are – 3:57 (Oscar Hammerstein II, Jerome Kern) – Registrato il 9 gennaio 1959 a Vienna (Austria)
4. Stalag 414 – 5:04 (Hans Koller) – Registrato il 12 gennaio 1959 a Vienna (Austria)
5. Vienna Blues – 4:45 (Hans Koller) – Registrato il 9 gennaio 1959 a Vienna (Austria)
6. Oscar's Blues – 7:24 (Oscar Pettiford) – Registrato il 12 gennaio 1959 a Vienna (Austria)
7. Stardust – 6:09 (Hoagy Carmichael, Mitchell Parish) – Registrato il 12 gennaio 1959 a Vienna (Austria)
8. There Will Never Be Another You – 5:51 (Harry Warren, Mack Gordon) – Registrato il 9 gennaio 1959 a Vienna (Austria)
9. Blues in the Closet – 5:16 (Harry Babasin, Oscar Pettiford) – Registrato il 12 gennaio 1959 a Vienna (Austria)

## Musicisti
Brani 1, 2, 3, 4, 5 e 8
- Oscar Pettiford - contrabbasso
- Oscar Pettiford - violoncello (solo nel brano: 3)
- Hans Koller - sassofono tenore
- Attila Zoller - chitarra
- Attila Zoller - contrabbasso (solo nel brano: 3)
- Jimmy Pratt - batteria

Brani 4, 6, 7 e 9
- Oscar Pettiford - contrabbasso
- Oscar Pettiford - violoncello (solo nel brano: 6)
- Hans Koller - sassofono tenore
- Attila Zoller - chitarra
- Attila Zoller - contrabbasso (solo nel brano: 6)
- Jimmy Pratt - batteria